# Carla Hansen
Carla Hansen, född Jensen, den 19 september 1906 i Köpenhamn, död den 6 december 2001 i Köpenhamn, var en dansk författare.
Hon skapade tillsammans med sin man, illustratören Vilhelm Hansen (1900–1992), den tecknade serien Rasmus Nalle (på danska Rasmus Klump).
Serien startade i tidningar i Danmark men blev snabbt spridd till andra länder.